# Ніколаєвська сільська рада (Благовіщенський район, Алтайський край)
Нікола́євська сільська рада (рос. Николаевский сельский совет) — сільське поселення у складі Благовіщенського району Алтайського краю Росії.
Адміністративний центр — село Ніколаєвка.

## Населення
Населення — 862 особи (2019; 1105 в 2010, 1378 у 2002).

## Склад
До складу сільської ради входять:
| Населений пункт   | Населення, осіб (2002) | Населення, осіб (2010) |
| ----------------- | ---------------------- | ---------------------- |
| Ніколаєвка, село  | 872                    | 711                    |
| Тетяновка, селище | 506                    | 394                    |